# Обухова, Надежда Андреевна
Наде́жда Андре́евна Обу́хова  (22 февраля [6 марта] 1886, Москва, Российская империя — 14 августа 1961, Феодосия, Крымская область, Украинская ССР, СССР) — российская, советская оперная певица (меццо-сопрано). Лауреат Сталинской премии l степени (1943). Народная артистка СССР (1937). Кавалер ордена Ленина (1937).

## Биография

Могила Обуховой на Новодевичьем кладбище Москвы

Надежда Обухова родилась 22 февраля (6 марта) 1886 года в Москве. Происходила из дворянской семьи, одним из её предков был Е. А. Баратынский (приходится ему внучатой племянницей, её бабушка Елизавета Ильинична и Е. А. Баратынский — двоюродные брат и сестра). Двоюродный брат — композитор Н. Б. Обухов.
Детство прошло в селе Хворостянка Тамбовской губернии, в имении её деда, одного из основателей воронежского отделения Русского музыкального общества А. С. Мазараки.
В 1912 году окончила Московскую консерваторию им. П. И. Чайковского (класс У. А. Мазетти) и начала выступать как концертная певица. В 1916 году дебютировала на оперной сцене в партии Полины («Пиковая дама» П. И. Чайковского). Прочно закрепившись на оперной сцене, стала солисткой Большого театра, где проработала до 1943 года.
Вскоре после окончания консерватории выходит замуж за Павла Сергеевича Архипова (1873—1940) который служил в Большом театре. Он заведовал постановочно-монтировочной частью. В 1914 году, когда началась война, её муж, как прапорщик запаса, был призван в дружину ополчения, и Надежда Андреевна рядом с ним прошла дорогами Первой мировой войны.
Представительница русской вокальной школы. Голос певицы, редкий по красоте и богатству тембра, отличался необычайно широким диапазоном: исполняла партии от контральтовых до высоких меццо-сопрановых. Артистический облик певицы отличался сочетанием совершенного вокального мастерства с искренностью и благородством художественной интерпретации сценического образа, неповторимым обаянием.
В разные годы партнёрами певицы были: П. И. Словцов, Л. В. Собинов, В. Р. Петров, Ан. А. Иванов, И. С. Козловский и другие. С восхищением о дуэте Обуховой и Сахарова отзывался Козловский:

Обухова была неутомима и увлекала всякого, кто начинал с ней работать. Вопреки всем правилам Надежда Андреевна частенько принималась петь в час ночи. Я, как и многие люди, люблю тишину, но, когда начинал звучать голос Обуховой, всегда невольно охватывало волнение. И вот нередко случалось так: в гостях у Надежды Андреевны Матвей Иванович Сахаров — замечательный пианист, её постоянный концертмейстер. Начинается музицирование. Я за стенкой, всё слышу — не утерпится, шагаю к ним. И вот тут происходило некое таинство, когда от соприкосновения с незаурядным талантом словно вырастаешь сам, становишься духовно богаче. Это были незабываемые вечера. В один из таких вечеров у нас родился концертный номер: в дуэте мы пели «Ночи безумные…».

Большое место в жизни певицы занимала концертная деятельность. Имела многогранный и разнообразный репертуар, в котором насчитывалось свыше 300 романсов и песен, партии меццо-сопрано в Девятой симфонии Л. ван Бетховена, Первой симфонии А. Скрябина, Реквиеме В. А. Моцарта.
17 сентября 1922 года в Москве состоялся первый радиоконцерт, который открыла певица Надежда Обухова исполнением романса «Не искушай меня без нужды».
Гастролировала в Воронеже (1929, 1937, 1938), Калуге (1931), Калинине (1935), Казани (1937), Харькове (1937, 1938), Минске (1937), Саратове (1937), Горьком (1938), Рязани (1938), Ярославле (1938), Иваново (1938), Рыбинске (1938), Кинешме (1938), Пензе (1941), Ногинске (1943), Ленинграде (1946).
В годы войны оставалась в Москве и продолжала выступления, в том числе и на Всесоюзном радио.
Участвовала в записи опер: «Пиковая дама» (дирижёр С. Самосуд, 1937), «Князь Игорь» (дирижёр А. Мелик-Пашаев, 1941) и «Снегурочка» (дирижёр К. Кондрашин, 1946).
Последние публичные выступления Н. А. Обуховой состоялись в 1961 году в Вокально-творческом кабинете имени А. В. Неждановой: 20 мая — участие в вечере, посвящённом 50-летию со дня оперного дебюта на ученических консерваторских концертах; 3 июня — сольный концерт на творческом вечере, посвящённом 75-летию артистки; 26 июня — участие в вечере, посвящённом 11-й годовщине со дня смерти А. В. Неждановой.
Надежда Андреевна Обухова скончалась 14 августа 1961 года (по другим источникам — 15) в Феодосии от теплового удара. Похоронена в Москве на Новодевичьем кладбище (участок № 3).

## Звания и награды
- Заслуженная артистка Республики (1928)
- Народная артистка РСФСР (1933)[11]
- Народная артистка СССР (02.06.1937)
- Сталинская премия первой степени (1943) — за выдающиеся заслуги в области театрально-вокального искусства[12]
- Орден Ленина (02.06.1937) — за выдающиеся заслуги в деле развития оперного и балетного искусства
- Два ордена Трудового Красного Знамени (1951, 1961)
- Медаль «За доблестный труд в Великой Отечественной войне 1941—1945 гг.»
- Медаль «В память 800-летия Москвы»

## Творчество

Надежда Андреевна Обухова

### Оперные партии
Большой театр
- «Борис Годунов» М. П. Мусоргского — Марина Мнишек
- «Хованщина» М. П. Мусоргского — Марфа
- «Князь Игорь» А. П. Бородина — Кончаковна
- «Майская ночь» Н. А. Римского-Корсакова — Ганна
- «Снегурочка» Н. А. Римского-Корсакова — Весна
- «Садко» Н. А. Римского-Корсакова — Любава
- «Царская невеста» Н. А. Римского-Корсакова — Любаша
- «Кащей Бессмертный» Н. А. Римского-Корсакова — Кащеевна
- «Сказка о царе Салтане» Н. А. Римского-Корсакова — Ткачиха
- «Мазепа» П. И. Чайковского — Любовь
- «Пиковая дама» П. И. Чайковского — Полина
- «Любовь к трём апельсинам» С. С. Прокофьева — Клариче
- «Кармен» Ж. Бизе — Кармен
- «Аида» Дж. Верди — Амнерис
- «Самсон и Далила» К. Сен-Санса — Далила
- «Иоланта» П. И. Чайковского — Лаура
- «Золото Рейна» Р. Вагнера — Эрда
- «Демон» А. Г. Рубинштейна — Ангел
- «Валькирия» Р. Вагнера — Фрикка

Отдельные оперные арии (в театральных постановках не исполнялись, грамзапись)
- «Каменный гость» А. С. Даргомыжского — 1-я песня Лауры
- «Вертер» Ж. Массне — Ария Шарлотты

### Записи опер
- 1938 — «Пиковая дама» П. И. Чайковского, хор и оркестр Большого театра, дирижёр С. А. Самосуд [«Мелодия»] — Полина
- 1941 — «Князь Игорь» А. П. Бородина, хор и оркестр Большого театра, дирижёр А. Ш. Мелик-Пашаев [М10-46279-84 («Мелодия» 1985)] — Кончаковна
- 1946 — «Снегурочка» Н. А. Римского-Корсакова, хор и оркестр Большого театра, дирижёр К. П. Кондрашин [М10-39783-90 («Мелодия» 1977)] — Весна

### Камерный репертуар
…О чисто вокальных достоинствах Надежды Андреевны, о её высоком мастерстве лучше напишет вокалист-профессионал… Но не могу не упомянуть о покоряющей теплоте голоса и исполнения Надежды Андреевны. Эта теплота окутывает вас с ног до головы, вы просто утопаете в ней, почти физически ощущаете её, как будто в жаркий полдень лежите на траве в цветущем, благоухающем саду, и в вашу голову приходят только мысли о радости и счастье, а в душе живёт только одно добро, и ни крупицы злобы, неудовольствия или раздражения. Разве это не блаженное состояние? А рядом с этим — могучая сила, властность, я бы сказал, повелительность её искусства…
— Г. Г. Нейгауз
Камерный репертуар певицы насчитывал свыше трёх сотен произведений. Примерно две сотни из них доступны на записях.

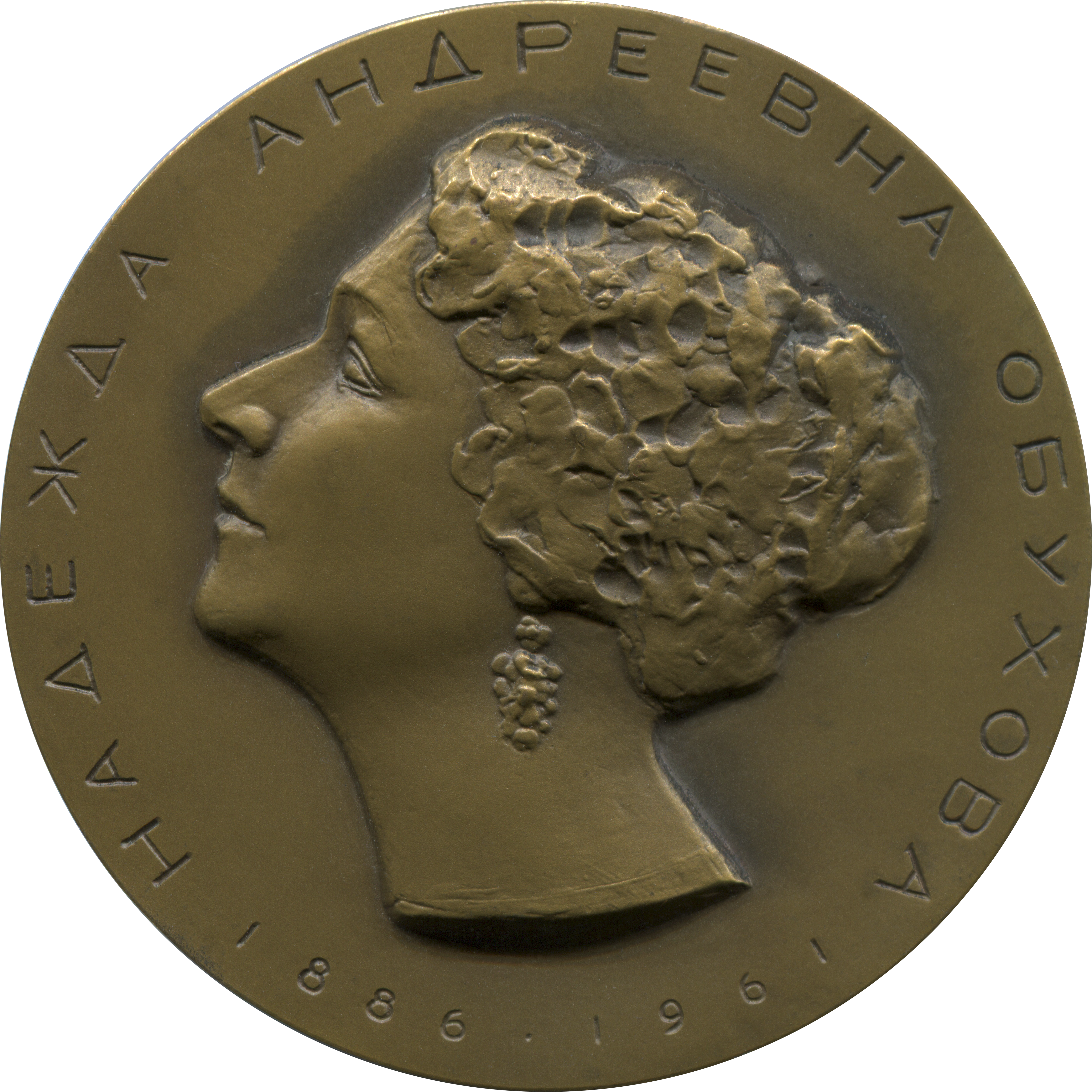
Медаль к 100-летию
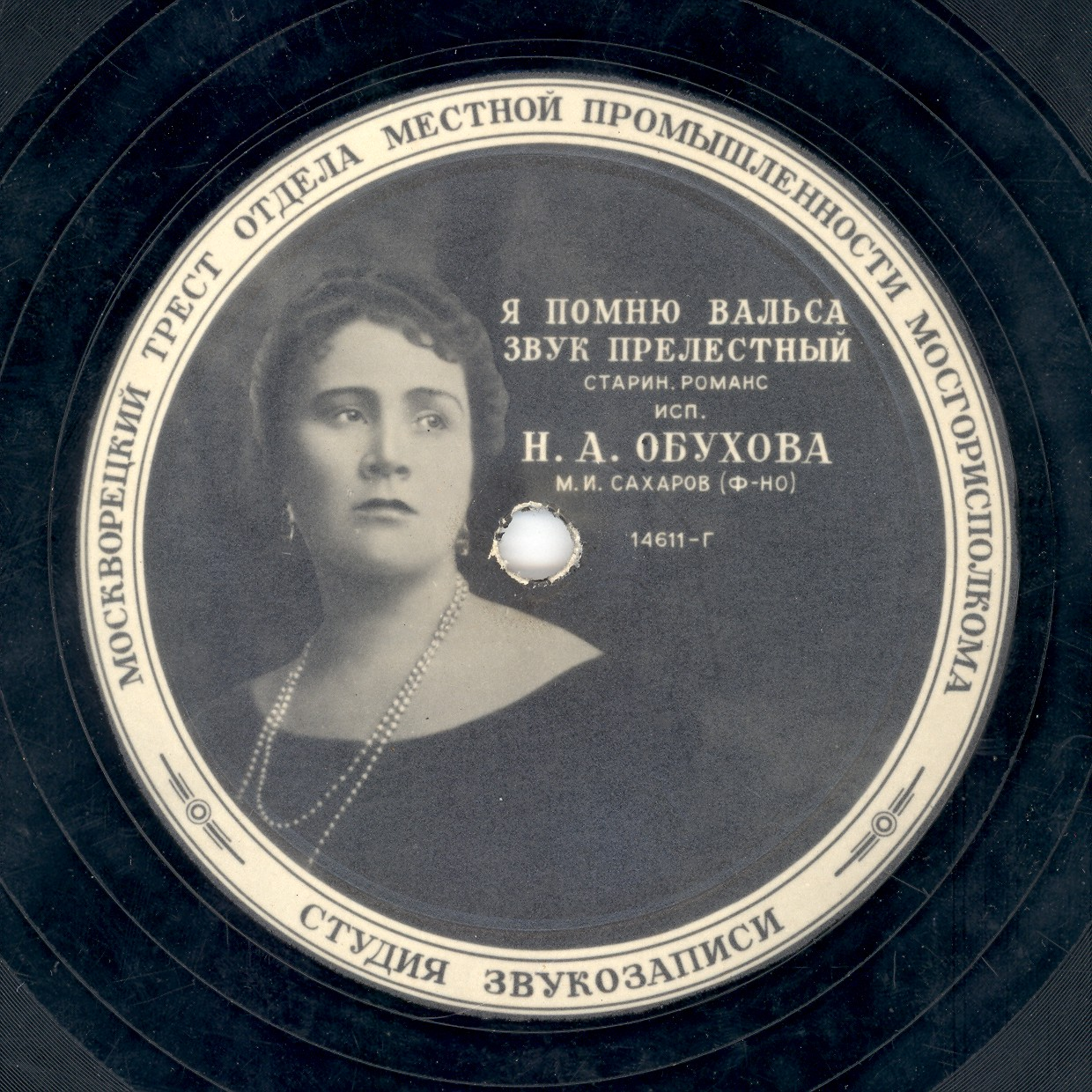
«Я помню вальса…»
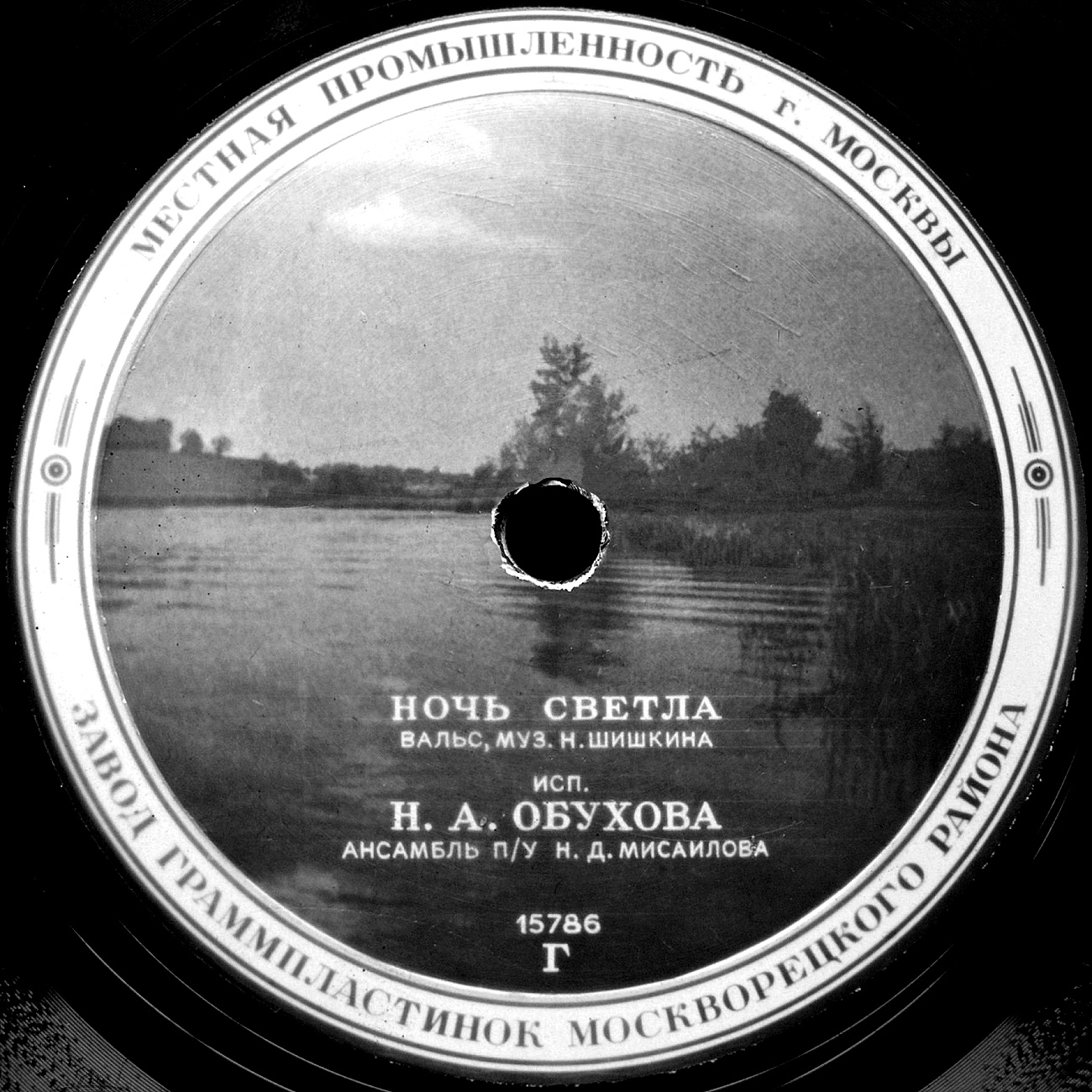
«Ночь светла»
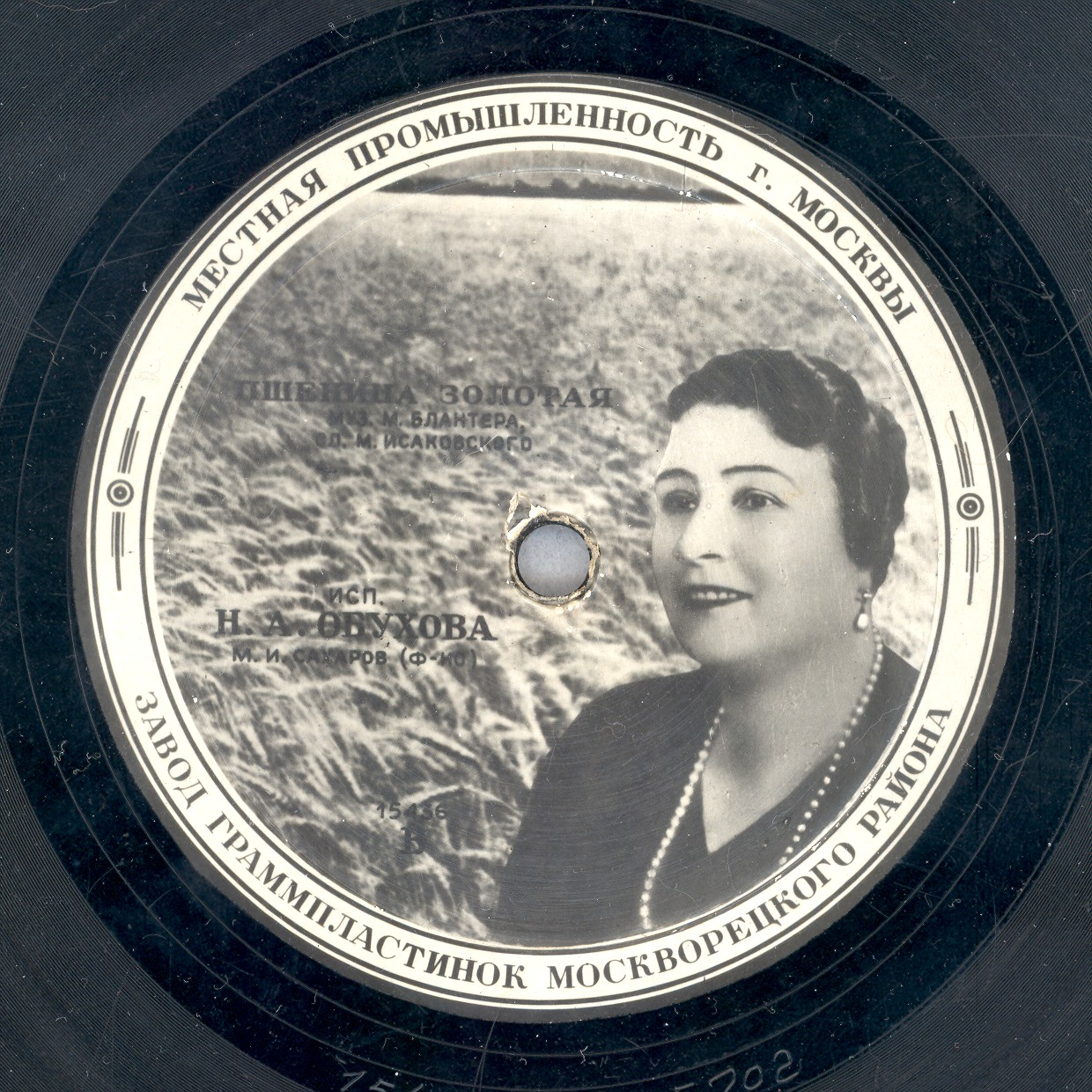
«Пшеница золотая»
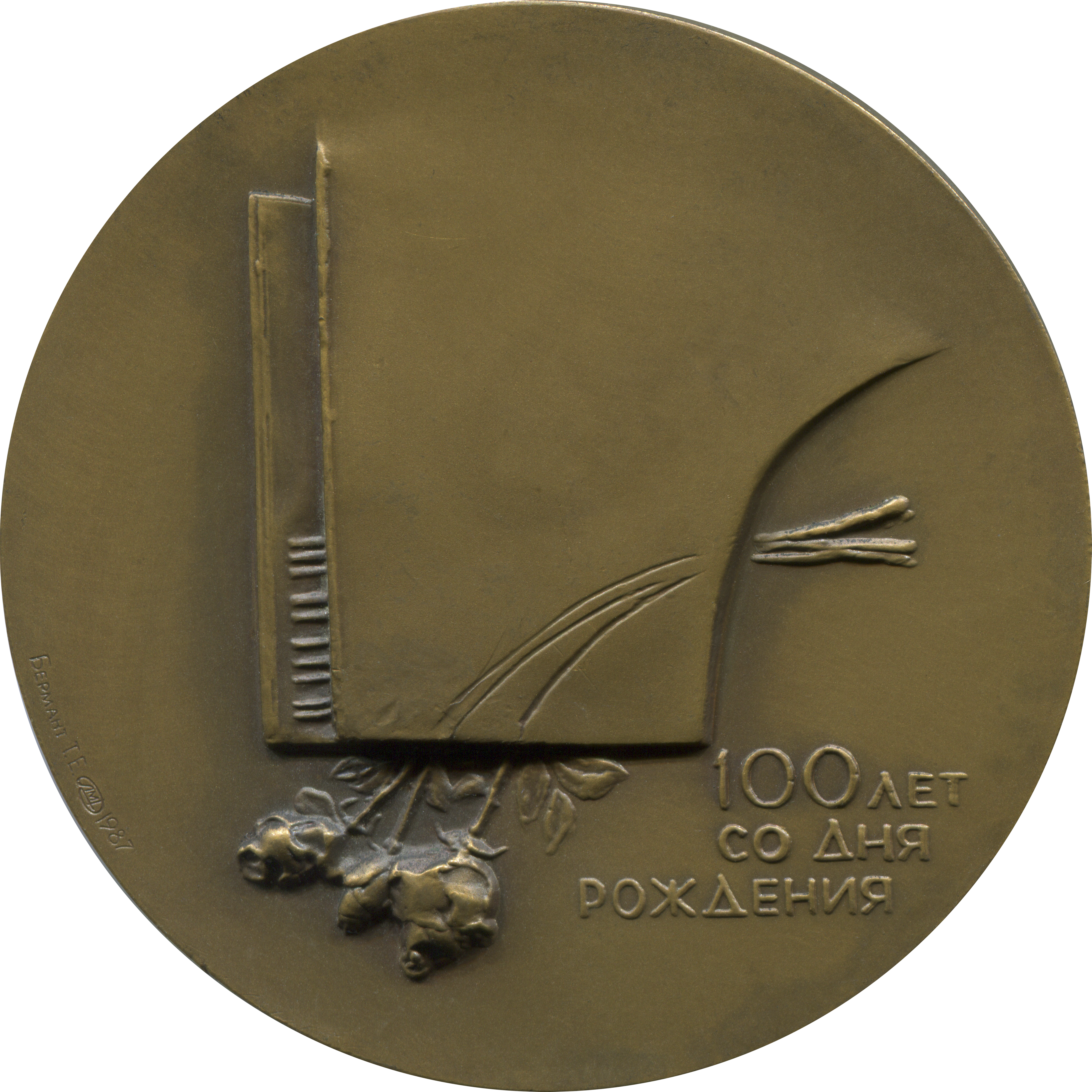
Медаль к 100-летию

1. Ах, зачем я не лужайка (Д. Перголези — из сб. Ж. Векерлена «Пасторали»)
2. Ах, когда б я прежде знала (М. Глинка — И. Дмитриев)
3. Бабочка и цветок (Г. Форе — В. Гюго)
4. Баллада про казачку (Песня о червонной казачке) (М. Блантер — С. Алымов)
5. Без ума, без разума (А. Даргомыжский — А. Кольцов)
6. Белой акации грозди душистые (обр. М. Штейнберга, А. Зорина — А. Пугачёв)
7. Бирбантелла (неаполитанская песня)
8. Бреду тропинкою лесною (Н. Леви — С. Фогельсон)
9. Былые радости (П. Лодыженский — А. К. Толстой)
10. В Венеции (Г. Гот — К.Р.)
11. В годы моей весны (П.-Ж. Гара — неизвестный автор)
12. В теплице (Р. Вагнер — М. Везендок, пер. В. Коломийцева)
13. В тёмну ночку (А. Даргомыжский — М. Даргомыжская)
14. Вернись в Сорренто (Torna a Surriento) (Э. Куртис — Д. Куртис)
15. Весенняя серенада (Ф. Тости)
16. Весной (Au printemps) (Ш. Гуно — Ж. Барбье)
17. Вечор ко мне, девице (русская народная песня)
18. Вишня (О, какой аромат…) (обр. К. Ямада — пер. И. Поляковского)
19. Вокальный цикл «Лебединая песня» (отдельные песни) (Ф. Шуберт)
20. Воспоминание (Ни небо лазурное…) (А. Гурилёв — А. Дьяков)
21. Восторг любви (Plaisir d’amour) (Ж.-П. Мартини — Ж.-П. Флориан)
22. Всегда и везде за тобою (Н. Дервиз)
23. Всё стало вокруг голубым и зелёным… (Ю. Милютин — Е. Долматовский)
24. Выхожу один я на дорогу (Е. Шашина — М. Лермонтов)
25. Вьётся ласточка (А. Гурилёв — Н. Греков)
26. Гаванская песня (Л. Грег — пер. А. Горчаковой)
27. Где ты, звёздочка? (М. Мусоргский — Н. Греков)
28. Говорила калинушка (русская народная песня)
29. Грёзы (Р. Вагнер — М. Везендок, пер. В. Коломийцева)
30. Грёзы любви (танго, на французском языке) (слова М. Буше)
31. Грустные ивы (М. Блантер — А. Жаров)
32. Грусть девушки (А. Гурилёв — А. Кольцов)
33. Гуркота (колыбельная) (А. Гречанинов — неизвестный автор)
34. Дивные очи (Л. Денца — Р. Е. Пальяр, пер. С. Уколова)
35. Для меня ты всё (П. Булахов / Н. Титов — слова К.С.Ш.)
36. Дремлют плакучие ивы (Б.Б. — А. Тимофеев)
37. Дремлют чинары (старинный русский романс)
38. Друг мой милый (Ф. Кёнеман — А. Пушкин)
39. Дубрава (М. Блантер — М. Исаковский)
40. Желание (А. Рубинштейн — М. Лермонтов)
41. За дальнею околицей (Н. Будашкин — Г. Акулов)
42. Запретная мелодия (С. Гастальдон — N. Malpadi / Flick Flock, пер. И. Назаренко)
43. Звезда (В. Оранский — М. Лермонтов)
44. Звёзды на небе (Снился мне сад…) (Б. Борисов — Е. Дитерихс)
45. Злые чары (Ф. Тости — Р. Е. Пальяр)
46. И может быть (Н. Дервиз — Е. Ростопчина)
47. Испанское болеро (La Spagnola, Гордая прелесть осанки) (В. Кьяра[англ.] (Чиаро))
48. Как в лесочке зацветали (Ю. Слонов — Я. Купала)
49. Как в степи сожжённой (А. Лепин — Е. Долматовский)
50. Как пойду я на быструю речку (А. Попов)
51. Как служил солдат (М. Блантер — К. Симонов)
52. Как ты мила (Л. Голицын)
53. Как я страдаю (русская народная песня)
54. Калинушка-малинушка (русская народная песня, обр. О. Бошняковича)
55. Калитка (В. Буюкли (указывали А. Обухова) — А. Будищев)
56. Кармела (Э. Куртис — неизвестный автор)
57. Когда б вы поняли меня (Si vous l`aviez compris) (Л. Денца)
58. Когда б он знал (Е. Кочубей — Е. Ростопчина)
59. Когда умирает любовь (О. Кремье — С. Вьевегер)
60. Колечко (Н. Бахметев — неизвестный автор)
61. Колокольчик (Однозвучно гремит колокольчик…) (А. Гурилёв — И. Макаров)
62. Колыбельная (Б. Годар, опера «Жоселен»)
63. Колыбельная (За белой берёзой…) (С. Митин — С. Антонов)
64. Красный сарафан (А. Варламов — Н. Цыганов)
65. Ласточка (флорентийская народная песня)
66. Липа вековая (русская народная песня)
67. Лотос (Р. Шуман — Г. Гейне пер. А. Ефременкова)
68. Любила б ты (Si tu m’aimais) (Л. Денца)
69. Матушка-голубушка (А. Гурилёв — С. Ниркомский, неизвестный автор)
70. Матушка, что во поле пыльно (русская народная песня)
71. Метелица (Вдоль по улице метелица метёт…) (А. Варламов — Д. Глебов)
72. Мирты (отдельные песни) (Р. Шуман)
73. Мне жаль тебя (А. Варламов — неизвестный автор)
74. Может быть (Н. Дервиз — Е. Ростопчина)
75. Молитва (В минуту жизни трудную…) (П. Булахов — М. Лермонтов)
76. Моя милая (Тебя встретил я, мою милую…) (А. Дюбюк — С. Писарев)
77. Мы вышли в сад (М. Толстой — А. Толстая)
78. Мы сидели с тобой (П. Чайковский — Д. Ратгауз)
79. На берегу ручья (французская народная песня)
80. На горе, горе (русская народная песня)
81. На заре туманной юности (А. Гурилёв — А. Кольцов)
82. На заре ты её не буди (А. Варламов — А. Фет)
83. Над полярным морем (Д. Салиман-Владимиров — М. Светлов)
84. Нам звёзды кроткие сияли (П. Чайковский — А. Плещеев)
85. Напоминание (Ты помнишь ли тот взгляд…) (А. Варламов — неизвестный автор)
86. Не брани меня, родная (А. Дюбюк — А. Разорёнов)
87. Не для меня! (П. Булахов — А. Вельтман)
88. Не искушай меня без нужды (Элегия) (М. Глинка — Е. Баратынский)
89. Не пробуждай воспоминаний (П. Булахов — Н.Н., неизвестный автор)
90. Не скажу никому (А. Даргомыжский — А. Кольцов)
91. Не судите, люди добрые (А. Даргомыжский — А. Тимофеев (А. Кольцов))
92. Неаполитанская тарантелла (итальянская песня)
93. Нет, не забыть мне вас, пленительные звуки (Л. Лядова — А. Плещеев)
94. Нет, не любил он (А. Гуэрчиа — Э. Дель Прейте, перевод М. Медведева)
95. Нет, не тебя так пылко я люблю (А. Шишкин — М. Лермонтов)
96. Нет, только тот, кто знал… (П. Чайковский — И. Гёте, пер. Л. Мея)
97. Ни слова, о друг мой (П. Чайковский — М. Гартман, пер. А. Плещеева)
98. Нинон (Ф. Тости — А. Мюссе)
99. Ничего мне на свете не надо (А. Титов — неизвестный автор)
100. Ночи безумные (А. Спиро — А. Апухтин)
101. Ночные цветы (Белые, бледные…) (Л. Денца, А. Шиловский — Е. Варженевская)
102. Ночь (Меркнет слабый свет свечи…) (П. Чайковский — Д. Ратгауз)
103. Ночь светла (Я. Пригожий, М. Шишкин — Л.Г., М. Языков)
104. Ночь темна-темнёшенька (Н. Нолинский — неизвестный автор)
105. О, если б грусть моя (Р. Глиэр — О. Россвейн)
106. О, милый мой (Дорогой мой Бен, Caro mio ben) (Т. Джордани)
107. О, не вплетай цветов (Р. Глиэр — Д. Ратгауз)
108. О, не грусти по мне (С. Рахманинов — А. Апухтин)
109. О нет, не верю я (А. Варламов — неизвестный автор)
110. О чём в тиши ночей (Н. Римский-Корсаков — А. Майков)
111. Ода Сафо (И. Брамс — Г. Шмидт, пер. Ф. Шаляпина)
112. Ожидание (Зачем сидишь до полуночи…) (А. Варламов — С. Стромилов)
113. Ожидание (Тихо на дороге…) (С. Донауров — неизвестный автор)
114. Он уехал (Б. Прозоровский — С. Донауров, В. Калистратов)
115. Она, как полдень, хороша (С. Рахманинов — Н. Минский)
116. Осенние листья (Б. Мокроусов — М. Лисянский)
117. Осенняя песня (И. Дунаевский — М. Матусовский)
118. Отчего? (П. Чайковский — Г. Гейне, пер. Л. Мея)
119. Ох, долга ты, ночь (русская народная песня)
120. Ох, ты, сердце… (И. Дунаевский, обр. М. Сахарова — В. Волженин)
121. Партии меццо-сопрано в Реквиеме (В. Моцарт)
122. Партии меццо-сопрано в Симфонии № 1 (А. Скрябин)
123. Партии меццо-сопрано в Симфонии № 9 (Л. Бетховен)
124. Песня хозяйки медной горы (Л. Шварц — М. Светлов)
125. Песня цыганки (Мой костёр…) (П. Чайковский — Я. Полонский)
126. Пимпинелла (флорентинская песня) (П. Чайковский — N.N., пер. П. Чайковского)
127. По небу по синему тученьки плывут (русская народная песня)
128. По утру ранёшенько (русская народная песня)
129. Подснежник (А. Гречанинов — П. Соловьёв)
130. Подуй, подуй, непогодушка (русская народная песня)
131. Пой мне… (Canta pe` me) (Э. Куртис — Л. Бовио[англ.], пер. Н. Северского)
132. Полюбила я на печаль свою (С. Рахманинов — Т. Шевченко, пер. А. Плещеева)
133. Полюбила я парнишку (М. Блантер — М. Исаковский)
134. Помню, я ещё молодушкой была (А. Ларме — Е. Гребёнка)
135. Последняя роза лета (Д. Стивенсон — Т. Мур, пер. Струева и Верниковской)
136. Поцелуй (Л. Ардити)
137. Придёшь ли с новою весной (Р. Глиэр — М. Лохвицкая)
138. Примирение (П. Чайковский — Н. Щербина)
139. Пронеслись мимолетные грёзы (П. Лодыженский — Д. Ратгауз)
140. Прости (Ф. Шуберт — Ф. Шобер, пер. А. Плещеева)
141. Протяжная (Вспомни, вспомни…) (М. Иполлитов-Иванов — слова народные)
142. Прялочка (А. Чернявский — П. Кручинин)
143. Пшеница золотая (М. Блантер — М. Исаковский)
144. Разбитое сердце (А. Рубинштейн — Р. Лёвенштейн, пер. В. Крылова)
145. Раймонда Дьен (В. Красноглядова — П. Люкэ)
146. Рано-раненько (М. Блантер — А. Сурков)
147. Рассвет (Маттината, Утренняя серенада) (Р. Леонкавалло)
148. Расстались гордо мы (А. Даргомыжский — В. Курочкин)
149. Растворил я окно (П. Чайковский — К. Романов)
150. Романсеро (Уж ночи туманным…) (М. Иполлитов-Иванов — пер. В. Боткина)
151. Русская песня (Как я страдаю…) (Н. Кленовский — неизвестный автор)
152. Сад-виноград (К. Листов — А. Жаров)
153. Санта Лючия (неаполитанская песня) (Т. Коттрау, обр. В. Мельо — Э. Коссович)
154. Свидание (В час, когда мерцанье…) (П. Булахов — Н. Греков)
155. Свитезянка (Н. Римский-Корсаков — из А. Мицкевича, пер. Л. Мея)
156. Сердце-игрушка (А. Гурилёв — Э. Губер)
157. Сердце Кордовы (Испанский вальс) (М. Левин — К. Подревский)
158. Сердце рыбака (неаполитанская песня)
159. Серенада (La Serenata) (Ф. Тости — Ф. Чиммино)
160. Серенада (В ярком свете зари) (П. Чайковский — П. Коллен, пер. А. Горчаковой)
161. Серенада (О, дитя, под окошком твоим…) (П. Чайковский — К. Романов)
162. Серенада (Ты куда летишь…) (П. Чайковский — Э. Тюркетти, пер. А. Горчаковой)
163. Скучно, матушка (русская народная песня)
164. Сладко пел душа-соловушка (Н. Нолинский — из романа «Последний Новик»)
165. Слушайте, если хотите (М. Шишкин — А. Денисьев)
166. Сомнение (М. Глинка — Н. Кукольник)
167. Сон (С. Рахманинов — А. Плещеев (из Гейне))
168. Старый муж (А. Верстовский — А. Пушкин)
169. Степь да степь кругом (С. Садовский — лит. основа И. Суриков)
170. Страшная минута (П. Чайковский)
171. Талисман (Н. Титов — А. Пушкин)
172. Твои уста (вальс) (М. Ивен[англ.])
173. Тень высокого старого дуба (А. Панчин)
174. Тигрёнок (Месяц плывёт…) (К. Шиловский)
175. Тихо всё (Т. Толстая)
176. Тихо, так тихо (Чуть задумаюсь я о былом…) (М. Перроте — неизвестный автор)
177. То было раннею весной (П. Чайковский — А. К. Толстой)
178. Тоска по Родине («Встреча на Эльбе») (Д. Шостакович — Е. Долматовский)
179. Три дня прошло… (Tre giorni son che Nina) (Д. Перголези — неизвестный автор)
180. Тройка (Пыль столбом…) (П. Булахов — В. Чуевский)
181. Ты помнишь ли — над морем… (А. Кочетова-Александрова — Г. Клечанов)
182. Ты скоро меня позабудешь (А. Варламов — Ю. Жадовская)
183. У зари-то, у зореньки (русская народная песня)
184. У моря (Ф. Шуберт — Г. Гейне, пер. Ф. Берга)
185. Уж гасли в комнатах огни (П. Чайковский — К. Романов)
186. Уж как пал туман (русская народная песня)
187. Уж ты, нива моя, нивушка (С. Рахманинов — А. К. Толстой)
188. Уродилася я (русская народная песня)
189. Утро туманное (Э. Абаза — И. Тургенев)
190. Чем тебя я огорчила (А. Варламов — слова народные)
191. Что, красотка молодая (М. Глинка — А. Дельвиг)
192. Что ты жадно глядишь на дорогу (обр. Я. Пригожего — Н. Некрасов)
193. Что эта жизнь (Я. Пригожий — неизвестный автор)
194. Что это сердце (Я. Пригожий — неизвестный автор)
195. Шуми, моя нива (Н. Будашкин — Ф. Кравченко)
196. Шумят седые кедры (И. Дунаевский — М. Матусовский)
197. Элегия (Ах, где весна прежних дней) (Ж. Массне — Л. Галле, пер. А. Горчаковой)
198. Элегия (Когда, душа, просилась ты…) (М. Яковлев — А. Дельвиг)
199. Я б умереть желал (Ф. Тости — Л. Коньетти)
200. Я вас любил… (Б. Шереметев — А. Пушкин)
201. Я вечор в саду гуляла (А. Гурилёв — А. Дельвиг)
202. Я вечор млада (русская народная песня)
203. Я вновь пред тобою (неизвестный композитор — В. Красов)
204. Я всё ещё его, безумная, люблю (А. Даргомыжский — Ю. Жадовская)
205. Я встретил вас (С. Донауров — Ф. Тютчев)
206. Я за реченьку гляжу (Б. Мокроусов — Г. Строганов, В. Малков)
207. Я имени её не назову (Г. Форе — N.N.)
208. Я ли в поле да не травушка была (П. Чайковский — И. Суриков)
209. Я на камушке сижу (русская народная песня)
210. Я очи знал (Е. Кочубей — Ф. Тютчев)
211. Я пережил свои желанья (М. Шишкин — А. Пушкин)
212. Я помню вальса звук прелестный (Н. Ли́стов)
213. Я помню всё (Е. Тарновская — А. Плещеев)
214. Я помню отрадно счастливые дни (М. Губкин — Н. Богданов)
215. Я тебе ничего не скажу (Т. Толстая — А. Фет)
216. Я тебя с годами не забыла (П. Булахов — Л. Жадейко)

### Избранная дискография
Пластинки
- 1962 — Надежда Обухова. Русские романсы. Фирма «Мелодия» [Д 011827-8]
- 1964 — Надежда Обухова. Русские народные песни. Фирма «Мелодия» [Д 014245-6]
- 1967 — Мастерство Надежды Андреевны Обуховой. Всесоюзная фирма грампластинок «Мелодия». Подписные издания. Комплект из 5-ти пласинок [33Д 020575-76, 33Д 020339-40, 33Д 020557-58, 33Д 020545-46, 33Д 020517-18]:
  - 020575 — Речитатив и ария Любавы; Романс Полины; Ария Шарлотты; Хабанера; 020576 — Три арии Далилы; Грусть девушки; Нет, не тебя так пылко я люблю
  - 020339-40 — Воспоминания
  - 020557 — Ночи безумные; Дремлют чинары; Белые, бледные; Гаванская песня; Я помню вальса звук прелестный; Тигрёнок; Сердце Кордовы; Кармела; 020558 — Дремлют плакучие ивы; Слушайте, если хотите; Я вновь пред тобою; Калитка; Звёзды на небе; Мы вышли в сад; Тихо всё; Танго «Грёзы любви»
  - 020545 — Ах, когда б я прежде знала; Что, красотка молодая; Не искушай меня без нужды; Сомнение; Где ты, звёздочка; 020546 — Без ума, без разума; Не судите, люди добрые; В тёмну ночку; Расстались гордо; Оделась туманом Гренада; Разбитое сердце; Желание
  - 020517 — Тоска по Родине; Как служил солдат; Грустные ивы; Дубрава; Сад-виноград; 020518 — Рано-раненько; Песня о червонной казачке; Ох ты, сердце; Лирическая песня; Над полярным морем; Осенняя песня
- 1968 — Концерты Н. А. Обуховой. Запись из Большого зала Московской консерватории, 1947 год (1-я сторона); запись из Центрального Дома работников искусств, 1949 год (2-я сторона). Фирма «Мелодия» [Д 022647-8]
- 1975 — Надежда Обухова. Русские романсы. Серия «Советские исполнители». Фирма «Мелодия» [Д 011827-8]
- 1976 — Надежда Андреевна Обухова. Серия «200 лет Большому театру». Фирма «Мелодия» [33Д 020575-6]
- 1981 — Надежда Андреевна Обухова. Старинные романсы. Фирма «Мелодия» [Д 015431-2]
- 1981 — Надежда Андреевна Обухова. Старинные романсы и песни. Фирма «Мелодия» [Д 020557-8]
- 1982 — Надежда Обухова (меццо-сопрано). Серия «Из сокровищницы мирового исполнительского искусства. Вокалисты». Фирма «Мелодия» [M10—43881-2]
- 1984 — Н. Обухова. Старинные романсы и песни. Фирма «Мелодия» [Д 020557-58]

Компакт-диски
- 1999 — Звёзды на небе. Старинные романсы. Поёт Надежда Обухова. 1 CD [MEL CD 10 00616]
- 2000 — Золотые россыпи романса. Надежда Обухова. 1 CD [VK CD 099-00]
- 2005 — Надежда Обухова. Диск 1. Русские романсы. Серия «Великие исполнители России XX века»
- 2005 — Надежда Обухова. Диск 2. Песни советских композиторов, русские народные песни и арии из опер. Серия «Великие исполнители России XX века»
- 2006 — Надежда Обухова, меццо-сопрано. Арии и сцены из опер. Архивные записи 1940—1947 годов. Серия «Из сокровищницы Санкт-Петербургских музыкальных архивов». 1 CD [IMLCD137]
- 2006 — Надежда Обухова, меццо-сопрано. Арии и дуэты из опер. Серия «Выдающиеся исполнители». 1 CD [AQVR 286-2]
- 2006 — Надежда Обухова, меццо-сопрано. Итальянские песни. Серия «Выдающиеся исполнители». 1 CD [AQVR 287-2]
- 2006 — Надежда Обухова, меццо-сопрано. Русские народные песни. Серия «Выдающиеся исполнители». 1 CD [AQVR 288-2]
- 2008 — Надежда Обухова, меццо-сопрано. Романсы и песни. Серия «Выдающиеся исполнители». 1 CD [AQVR 289-2]
- 2008 — Надежда Обухова, меццо-сопрано. Русский романс. Серия «Выдающиеся исполнители». 1 CD [AQVR 290-2]
- 2008 — Надежда Обухова. Песни и романсы. 1 CD [MEL CD 10 01330]
- 2010 — Надежда Обухова. Лучшие песни и романсы. Серия «Имена на все времена». 1 CD [MT 000410-415-6]

## Память

Мемориальная доска

- В Москве, на фасаде дома 7 в Брюсовом переулке, где с 1936 по 1961 год жила певица, установлена мемориальная доска.
- Именем певицы назван теплоход-контейнеровоз «Надежда Обухова» (тип «Художник Сарьян»). Построен в ГДР в 1979 году, дедвейт 14720 тонн[16][17].
- В её честь названы астероид (9914) Обухова и кратер «Обухова» на Венере.
- В 2004—2018 годах в Липецке проходил Всероссийский конкурс-фестиваль молодых вокалистов имени Н. Обуховой[18], в 2019 в статусе Международного конкурс проведён в Феодосии[19].
- С 2011 года в Феодосии, где часто отдыхала певица, стартовал Первый Открытый «Фестиваль-Конкурс» вокального искусства, посвящённый жизни и творчеству Н. А. Обуховой и в основе которого лежит пропаганда русской вокальной школы. Основателем фестиваля является заслуженный артист Крыма Е. Заславский. Фестиваль стал ежегодным, и каждый год собирает исполнителей академического вокала из разных городов и стран[20].